# بلبل گوش‌سرخ
بلبل گوش‌سرخ (نام علمی: Pycnonotus jocosus) نوعی گنجشک‌سان بومی مناطق گرمسیری آسیا از هند تا ویتنام ست. این پرنده میوه‌خوار به مناطق دیگری در دنیا نیز معرفی شده و در برخی نقاط مثل جزایر هاوایی به صورت گونه مهاجم درآمده‌ است. بلبل گونه‌سرخ از میوه‌ها و حشرات تغذیه می‌کند و در جنگل‌ها و باغ‌های شهری دیده می‌شود.